# Chibrah
Die Chibrah war ein antikes jüdisches Längenmaß, das nach dem Talmud diese Werte hatte: 
- 1 Chibrah = 1000 Ellen
- 2 Chibrah = 1 Techum

Der Techum Sabbat war der Weg am Sabbat, der gegangen werden durfte. Es gab dafür kein Gesetz oder Verordnung, sondern nur eine Selbstbeschränkung. Der Sabbatweg (Apg 1,12 ) war somit 2000 Ellen oder etwa 900 Meter lang.